# Ambasada Libanu przy Stolicy Apostolskiej
Ambasada Republiki Libańskiej przy Stolicy Apostolskiej – misja dyplomatyczna Republiki Libańskiej przy Stolicy Apostolskiej. Ambasada mieści się w Rzymie, w pobliżu placu Świętego Piotra.
Ambasador Libanu przy Stolicy Apostolskiej akredytowany jest również przy Zakonie Kawalerów Maltańskich.